# Rathaus (Montrose)

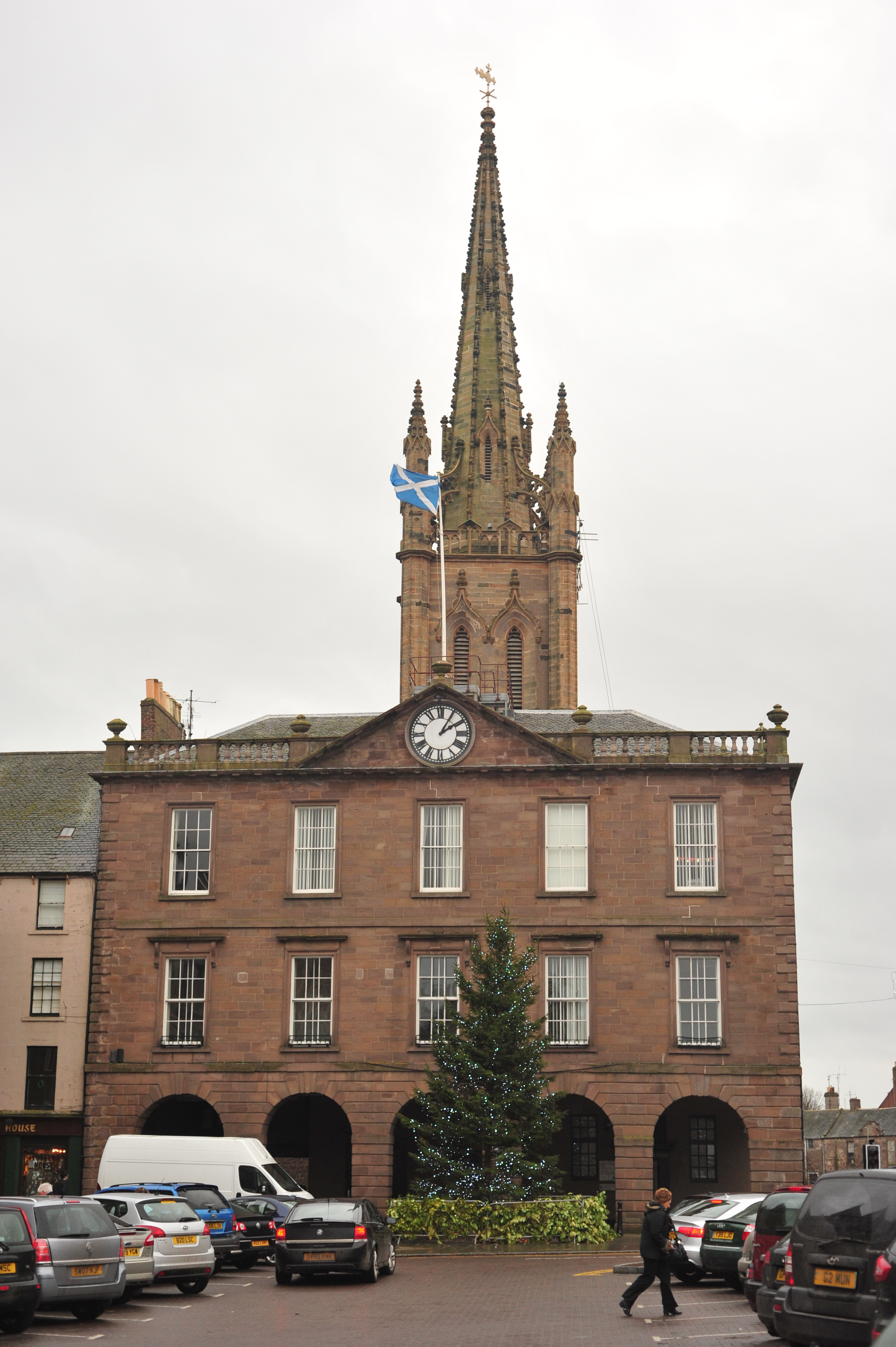
Rathaus von Montrose

Das Rathaus von Montrose ist das Rathaus der schottischen Kleinstadt Montrose in der Council Area Angus. 1971 wurde das Bauwerk in die schottischen Denkmallisten in der höchsten Denkmalkategorie A aufgenommen.

## Geschichte
Im Jahre 1375 überließ der schottische König Robert II. dem Burgh Montrose ein Grundstück zur Errichtung einer neuen Tolbooth. Nachdem sich die Substanz der mittelalterlichen Tolbooth zwischenzeitlich verschlechtert hatte, entschied man sich in den 1760er Jahren zum Neubau einer Tolbooth am heutigen Standort. Der 1762 begonnene Bau nach einem Entwurf von John Hutcheson wurde 1764 fertiggestellt. Die alte Tolbooth wurde als Gefängnis weiterbetrieben und 1837 abgebrochen. Da das neue Rathaus den Blick auf die Turmuhr versperrte, wurde 1766 eine Uhr installiert. 1819 wurde das Rathaus überarbeitet und aufgestockt. Den Entwurf hierzu lieferte der lokale Architekt William Smith. Das ergänzte Obergeschoss stand den städtischen Gilden als Versammlungsort zur Verfügung, die auch einen Teil der Arbeiten finanzierten. Nach einem Disput mit dem Burgh-Rat im Jahre 1838 wurde ihnen die Nutzung untersagt. 1846 wurde auf den schlechten Zustand des Mauerwerks hingewiesen, das auf einem ungenügenden Fundament ruhte. Nachdem 1849 bereits Maßnahmen in Höhe von 232 £ ausgeführt worden waren, dauerte es bis 1908, bis die Fassaden erneuert wurden. Im Laufe des 20. Jahrhunderts wurde der Innenraum umfassend renoviert.

## Beschreibung
Das Rathaus von Montrose steht an der High Street im historischen Zentrum von Montrose. An der Südseite grenzt die Old and St Andrew’s Church an. Das dreistöckige Sandsteingebäude ist klassizistisch ausgestaltet. Es weist einen L-förmigen Grundriss auf. Die nord- und westexponierten Hauptfassaden sind fünf Achsen weit. Im Bereich der rundbogigen Arkaden mit ihren leicht erhabenen, stilisierten Schlusssteinen im Erdgeschoss ist das Mauerwerk rustiziert. Schlichte Gurtgesimse gliedern die Fassaden horizontal. Die beiden Fassaden schließen mit Dreiecksgiebeln, wobei jener an der Nordseite mit einer Uhr und jener an der Westseite mit einem Wappen ausgestaltet ist. Auf dem Kranzgesimse mit Zahnschnitt verläuft eine Steinbalustrade.